# Julián Barragán
Julián Barragán (Ibagué, Tolima, Colombia; 20 de febrero de 1978) es un futbolista colombiano. Como deportista profesional participó en las disciplinas de fútbol. A

## Trayectoria
Se formó en las Divisiones Menores de Independiente Santa Fe, equipo con el cual debutó como profesional. Jugó por varios equipos de su país natal y pudo ser una de las grandes figuras colombianas.
Su técnico en el Unión Magdalena lo quiso tener por una temporada más, pero una tentadora oferta peruana hizo que desechara la oferta. Después de un año en Perú y por disposición del entrenador Carlos Silva regresa a la ciudad de Santa Marta para fichar nuevamente por el Unión Magdalena.
En febrero de 2018, cuando se hizo oficial la participación del Independiente Santa Fe en la Liga Colombiana de Fútbol, Barragán vio la oportunidad de vivir una nueva experiencia como futbolista y es por eso que ingresa a la plantilla del club en su año debut en la liga de Colombia.
Años más tarde comienza a dirigir en las Divisiones Menores del Deportivo Cali con buenos resultados, lo que lo lleva en febrero de 2020 hacer oficializado como nuevo entrenador del Bogotá Fútbol Club juntó con su asistente Flaco Rivera.

## Estadísticas como futbolista
| Club                    | País        | Año         |
| ----------------------- | ----------- | ----------- |
| Deportivo Cali          | Colombia    | 1999 - 2002 |
| Estudiantes de Mérida   | Venezuela   | 2002 - 2003 |
| Deportivo Cali          | Colombia    | 2003 - 2004 |
| Once Caldas             | Colombia    | 2004        |
| Deportivo Cali          | Colombia    | 2005        |
| Blooming                | Bolivia     | 2005        |
| Deportivo Pasto         | Colombia    | 2006        |
| San Salvador            | El Salvador | 2007        |
| Centauros Villavicencio | Colombia    | 2007        |
| Depor Aguablanca        | Colombia    | 2008-2009   |
| Unión Magdalena         | Colombia    | 2010        |
| Inti Gas                | Perú        | 2011        |
| Unión Magdalena         | Colombia    | 2012        |
| Tiro y Gimnasia         | Argentina   | 2013 - 2014 |

### Por competencias
| Competición                     | Partidos    | Goles       | Promedio    |
| ------------------------------- | ----------- | ----------- | ----------- |
| Primera División de Colombia    | 147         | 3           | 0,02        |
| Primera División de Venezuela   | Desconocido | Desconocido | Desconocido |
| Primera División de Bolivia     | Desconocido | Desconocido | Desconocido |
| Primera División de El Salvador | Desconocido | Desconocido | Desconocido |
| Primera División del Perú       | 9           | 0           | 0,00        |
| Segunda División de Colombia    | 45          | 0           | 0,00        |
| Cuarta División de Argentina    | 4           | 0           | 0,00        |
| Copa Libertadores               | 10          | 0           | 0,00        |
| Consolidado Total               | +215        | +3          | 0,01        |

## Estadísticas como entrenador

### Como formador
| Club                                  | País     | Año                       |
| ------------------------------------- | -------- | ------------------------- |
| Divisiones menores del Deportivo Cali | Colombia | 2014 - 2019 y 2021 - 2022 |

### Como entrenador
| Bogotá FC · Colombia         | 2ª                  | 2020                | 4  | 0 | 1  | 3  | 1 | 0 | 0 | 1 | - | - | - | - | 5  | 0 | 1  | 4  | 6.67   |
| Bogotá FC · Colombia         | Total               | Total               | 4  | 0 | 1  | 3  | 1 | 0 | 0 | 1 | 0 | 0 | 0 | 0 | 5  | 0 | 1  | 4  | 6.67%  |
| Valledupar FC · Colombia     | 2ª                  | 2023                | 22 | 6 | 9  | 7  | 2 | 0 | 0 | 2 | - | - | - | - | 24 | 6 | 9  | 9  | 37.5   |
| Valledupar FC · Colombia     | Total               | Total               | 22 | 6 | 9  | 7  | 2 | 0 | 0 | 2 | 0 | 0 | 0 | 0 | 24 | 6 | 9  | 9  | 37.5%  |
| Real Cundinamarca · Colombia | 2ª                  | 2023                | 16 | 2 | 8  | 6  | - | - | - | - | - | - | - | - | 16 | 2 | 8  | 6  | 29.17  |
| Real Cundinamarca · Colombia | 2ª                  | 2024                | 16 | 5 | 4  | 7  | 2 | 0 | 1 | 1 | - | - | - | - | 18 | 5 | 5  | 8  | 37.04  |
| Real Cundinamarca · Colombia | Total               | Total               | 32 | 7 | 12 | 13 | 2 | 0 | 1 | 1 | 0 | 0 | 0 | 0 | 34 | 7 | 13 | 14 | 33.34% |
| Total en su carrera          | Total en su carrera | Total en su carrera | 26 | 8 | 18 | 16 | 3 | 0 | 0 | 3 | 0 | 0 | 0 | 0 | 29 | 8 | 18 | 19 | 32.18% |
| 1. 2.                        |                     |                     |    |   |    |    |   |   |   |   |   |   |   |   |    |   |    |    |        |

## Palmarés

### Campeonatos nacionales
| Título              | Club            | País     | Año  |
| ------------------- | --------------- | -------- | ---- |
| Torneo Finalización | Deportivo Cali  | Colombia | 2005 |
| Torneo Apertura     | Deportivo Pasto | Colombia | 2006 |